# 켄 스톳
켄 스톳(Ken Stott, 1964년 10월 19일 ~ )은 스코틀랜드의 배우이다.

## 출연 작품
- 더 디그 - 찰스 필립스 역